# Maisons 4 Familles (Oury)
Pour les articles homonymes, voir Oury.
Les Maisons 4 Familles, également nommées « Maisons d'Oury », sont des maisons collectives comprenant 4 logements avec jardin privatif et grande cave, construites au début des années 1950 principalement sur la commune de Florange, et une partie sur la commune de Fameck, initialement pour loger les ouvriers et employés de la nouvelle usine Sollac (ArcelorMittal).

## Histoire
En 1950, le conseil municipal, présidé par le Maire, Gabriel Wahreit, prend la décision en premier lieu de construire des écoles dans le nouveau quartier de Oury et en bordure de la rue Sainte-Agathe. Tandis que l'usine Sollac commence son implantation à Serémange-Erzange, des habitations sont mises en chantier à Florange. Dès le début 1951, 210 logements sont construits et 260 vont suivre. Dans cette opération, la Sollac a à sa charge, outre les immeubles, l'installation des réseaux de routes, de gaz, d'électricité, d'eau et d'égouts ; de plus elle se chargera de l'enlèvement des ordures ménagères.
La société Immobilière Thionvilloise est propriétaire des lotissements d'habitation.
A l’époque, c’était une aubaine : tout confort, pour les habitants qui avaient la chance de venir s’y installer.
L'Immobilière Thionvilloise deviendra Batibail (Batigère),.
Au milieu des années 1980, Batigère se sépare des Maisons 4 Familles. Les logements sont proposés à la vente en priorité aux locataires, les autres sont revendus à des marchands de biens dont Georges Lucas (Immobilière Georges) qui rachètera ceux du côté Oury-Est. Il s'en séparera à son tour par la suite. Aujourd'hui, les logements ont quasiment tous été rachetés par des propriétaires occupants ou par des investisseurs qui les ont mis en location. Il reste quelques appartements côté Oury-Sud qui appartiennent encore à Batigère : il s'agit d'anciens baux de personnes âgées, mais Batigère ne les remettra plus en location après leur départ.
Désormais, elles font partie du patrimoine de la sidérurgie. Ces appartements sont recherchés de par leur commodité : le quartier de Oury est à moins de 10 min de Thionville, à moins de 15 min du Luxembourg et à proximité de l'autoroute A30 qui permet de rejoindre Metz en moins de 20 min. Ces petites copropriétés qui ont l'aspect extérieur de grandes maisons, à faibles charges, avec grandes caves et jardins, font qu'elles sont recherchées, surtout depuis la crise de la Covid-19 et le confinement qui ont incité les futurs occupants à rechercher des habitations avec des jardins privatifs, ce qui n'est pas courant en appartement,.
Depuis 2020, le plan local d'urbanisme (PLU) de la ville de Florange a placé la cité de Oury en zone Uco : « caractérisées par une forte homogénéité architecturale et une valeur patrimoniale certaine, représentative des deux grands essors industriels du 20e siècle. ». De ce fait, il est à présent plus possible que de nouvelles habitations soient construites sur des parcelles de jardins revendues, afin de préserver le quartier. Ce qui n'est pas encore le cas sur la commune de Fameck.

## Conception
Les Maisons 4 Familles sont des mini-immeubles composés chacun de 4 appartements constitués de béton et de bois. Les escaliers des communs sont en bois.
Il s'agit principalement de T3 avec 2 chambres et de T4 avec 3 chambres. Ils sont initialement tous composés d'un salon-séjour, d'une cuisine, d'un WC séparé, d'une salle de bains avec fenêtre et de placards de rangements.
Dans les salons-séjours et les chambres, entre les étages, il n'y a pas de dalle de béton : il s'agit de planchers en bois contenant du mâchefer et de la paille.
Tous les logements sont équipés d'une grande cave et d'un jardin. Par la suite, certains résidents construiront des garages.
Dans les années 1970, les Maisons 4 Familles auront droit à une isolation extérieure. C'est là que vont apparaître les façades « ardoise » en fibrociment à base d'amiante.

## Localisation des Maisons 4 Familles

### Florange

#### Oury-Nord:
Rue d'Oury

#### Oury-Est:
- Rue Aimée de Coigny
- Rue Capitaine Poincelet
- Rue du Duc de Fleury
- Rue Philippe Lebon
- Rue Robert de la Marck

#### Oury-Sud:
- Rue du Chevalet
- Place des Huiliers
- Rue des Passeurs
- Rue Sainte-Lucie
- Rue Saint-Pierre

### Fameck

#### Oury-Sud:
- Place des Aulnes
- Rue des Chanvriers
- Rue du Chevalet
- Rue des Croates
- Rue des Forgerons
- Rue des Lansquenets
- Rue des Passeurs
- Rue de la Rivière
- Rue Sainte-Catherine
- Rue des Saules
- Rue des Tisserands

## Faits divers
Dans la nuit du mercredi 22 au jeudi 23 aout 2018, vers 4 h 30, un incendie, probablement dû à un court-circuit, se déclare dans un appartement côté Oury-Sud sur la commune de Fameck, au 2 Rue des Tisserands. Les 4 logements partent en fumée. La propriétaire de l'appartement où le feu a démarré décède ; les 3 autres personnes habitant dans les logements voisins ont réussi à sortir par l’escalier déjà fortement enfumé. L'immeuble a été détruit et reconstruit dans les normes actuelles en 2022. Depuis, dans les immeubles voisins, des détecteurs de fumée ainsi que des extincteurs,, ont souvent été rajoutés dans les parties communes.